# Oglasa mediopallens
Oglasa mediopallens är en fjärilsart som beskrevs av Alfred Ernest Wileman och South 1917. Oglasa mediopallens ingår i släktet Oglasa och familjen nattflyn. Inga underarter finns listade i Catalogue of Life.

## Bildgalleri

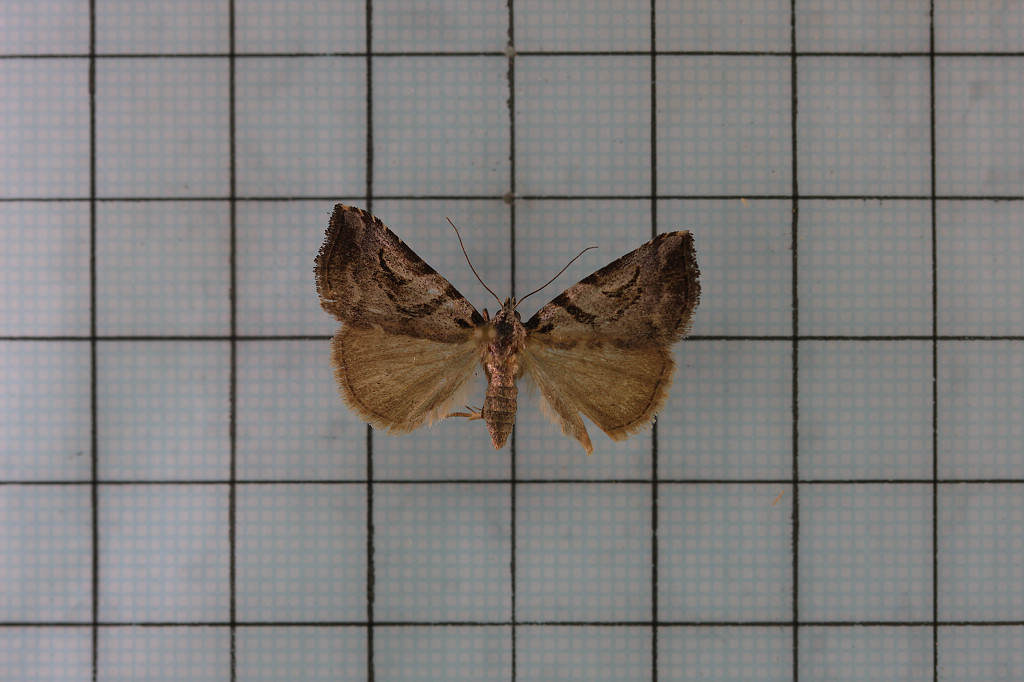